# Queen's Club Championships 2022
Queen's Club Championships 2022 — тенісний турнір, що проходив на трав'яних кортах у Лондоні, Велика Британія з 13 до 19 червня. Належав до категорії ATP 500.

## Фінальна частина

### Одиночний розряд
Маттео Берреттіні —  Філіп Країнович 7–5, 6–4

### Парний розряд
Нікола Мектич /  Мате Павич —  Ллойд Гласспул /  Гаррі Геліоваара 3–6, 7–6(7–3), [10–6]